# París-Niça 1939

La París-Niça 1939 fou la 7a edició de la París-Niça. És un cursa ciclista que es va disputar entre el 16 i el 19 de març de 1939. La cursa fou guanyada pel francès Maurice Archambaud, de l'equip Mercier-Hutchinson, per davant de Frans Bonduel (Dilecta-Wolber) i Gérard Desmet (France Sport-Wolber). El conjunt France Sport -Wolber s'imposa en la classificació per equips.
La prova canvia d'organitzadors. Ce Soir i Le Petit Niçois són els qui l'organitzen conjuntament amb l'ajuda de L'Auto.
Aquesta edició de la París-Niça està marcada pel fred i la neu. Durant la 2a etapa neva durant més de tres hores i la 3a etapa canvia de sortida pel mal temps que fa impracticables les carreteres. Les temperatures foren tan baixes que al control de Roanne un congelat Archmabud va necessitar l'ajuda d'un gendarme per treure l'avituallament de la butxaca del seu mallot

## Participants
En aquesta edició de la París-Niça hi preneren part 96 corredors dividits en 8 equips: Alcyon-Dunlop, France Sport-Wolber, Genial Lucifer-Hutchinson, Dilecta-Wolber, Lucien Michard-Wolber, Helyett-Hutchinson, Urago-Wolber i Mercier-Hutchinson. La prova l'acabaren 19 corredors degut a la neu i al fred que acompanyen d'aquesta edició.

## Resultats de les etapes
| Etapes   | Data       | Recorregut                        | Km     | Vencedor d'etapa | Líder de la general |
| -------- | ---------- | --------------------------------- | ------ | ---------------- | ------------------- |
| 1a etapa | 16 de març | París-Nevers                      | 219 km | Roger Lapébie    | Roger Lapébie       |
| 2a etapa | 17 de març | Nevers-Saint-Étienne              | 233 km | Émile Masson     | Maurice Archambaud  |
| 3a etapa | 18 de març | Saint-Étienne (Andance)-Cavaillon | 197 km | Georges Naisse   | Maurice Archambaud  |
| 4a etapa | 19 de març | Cavaillon-Niça                    | 254 km | Frans Bonduel    | Maurice Archambaud  |

## Etapes

### 1a etapa
16-03-1939. París-Nevers, 219 km.
Sortida neutralitzada: Place de l'Opéra de París. Sortida real: Carrefour de la Belle Épine de Thiais
|   | Ciclista            | Equip              | Temps      |
| - | ------------------- | ------------------ | ---------- |
| 1 | Roger Lapébie       | Mercier-Hutchinson | 5h 17' 05" |
| 2 | Lucien Vlaemynck    | Alcyon-Dunlop      | m. t.      |
| 3 | Georges Christiaens | Mercier-Hutchinson | m. t.      |

### 2a etapa
17-03-1939. Nevers-Saint-Étienne, 233 km.
Neva durant tres hores. Abandonen 67 corredors. Vietto abandona en el kilòmetre 20. Trenca un pedal de la seva invenció i no té la clau per a reparar-lo.
|   | Ciclista           | Equip              | Temps      |
| - | ------------------ | ------------------ | ---------- |
| 1 | Émile Masson       | Alcyon-Dunlop      | 6h 22' 39" |
| 2 | Maurice Archambaud | Mercier-Hutchinson | m. t."     |
| 3 | Frans Bonduel      | Dilecta-Wolber     | +3' 22"    |

### 3a etapa
18-03-1939. Saint-Étienne (Andance)-Cavaillon, 197 km.
L'etapa es neutralitza més de 90 km per culpa de la neu. La sortida real fou a la ciutat d'Andance. Els corredors arriben a aquesta ciutat en autobús.
|   | Ciclista           | Equip              | Temps      |
| - | ------------------ | ------------------ | ---------- |
| 1 | Georges Naisse     | Alcyon-Dunlop      | 4h 26' 12" |
| 2 | Maurice Archambaud | Mercier-Hutchinson | m. t.      |
| 3 | Fermo Camellini    | Urago-Wolber       | m. t.      |

### 4a etapa
19-03-1939. Cavillon-Niça, 254 km.
Arribada situada al Moll dels Estats Units.
|   | Ciclista          | Equip              | Temps      |
| - | ----------------- | ------------------ | ---------- |
| 1 | Frans Bonduel     | Dilecta-Wolber     | 7h 18' 46" |
| 2 | Guy Lapébie       | Mercier-Hutchinson | m. t.      |
| 3 | Walter Diggelmann | Urago-Wolber       | m. t.      |

## Classificacions finals

### Classificació general
|    | Ciclista           | Equip                     | Temps       |
| -- | ------------------ | ------------------------- | ----------- |
| 1  | Maurice Archambaud | Mercier-Hutchinson        | 23h 26' 48" |
| 2  | Frans Bonduel      | Dilecta-Wolber            | + 9' 33"    |
| 3  | Gérard Desmet      | France Sport-Wolber       | m. t.       |
| 4  | Theo Pirmez        | Dilecta-Wolber            | + 16' 47"   |
| 5  | Émile Masson       | Alcyon-Dunlop             | + 18' 05"   |
| 6  | Fermo Camellini    | Urago-Wolber              | + 18' 16"   |
| 7  | Piet van Nek       | France Sport-Wolber       | + 20' 39"   |
| 8  | Guy Lapébie        | Mercier-Hutchinson        | + 29' 17"   |
| 9  | Fabien Galateau    | Genial Lucifer-Hutchinson | + 29' 17"   |
| 10 | Albert Rosseel     | Dilecta-Wolber            | + 29' 21"   |

## Evolució de les classificacions
| Etapa (Vencedor)          | Classificaió general |
| ------------------------- | -------------------- |
| 0Etapa 1 (Roger Lapébie)  | Roger Lapébie        |
| 0Etapa 2 (Émile Masson)   | Maurice Archambaud   |
| 0Etapa 3 (Georges Naisse) | Maurice Archambaud   |
| 0Etapa 4 (Frans Bonduel)  | Maurice Archambaud   |